# فريق مراقبي الأمم المتحدة في لبنان
فريق مراقبي الأمم المتحدة في لبنان (UNOGIL) كانت بعثة حفظ سلام تابعة للأمم المتحدة، أنشئت بموجب قرار مجلس الأمن رقم 128 بتاريخ 11 يونيو 1958 استجابة لأزمة لبنان عام 1958.
سبق القرار نزاع عنيف على تعديل دستوري اتهمت خلاله سوريا بالتدخل في الصراع وتم نشر المجموعة بين يونيو وديسمبر 1958. تمثلت مهمة الفريق في المراقبة والإبلاغ فقط من خلال ضمان عدم تهريب أي معدات قتالية أو أفراد من سوريا إلى لبنان عبر الحدود. وانتهت مهمة البعثة عندما هدأ الصراع.